# Nectandra bicolor
Nectandra bicolor är en lagerväxtart som beskrevs av J.G. Rohwer. Nectandra bicolor ingår i släktet Nectandra och familjen lagerväxter. Inga underarter finns listade i Catalogue of Life.